# Cryptacanthodes maculatus
Cryptacanthodes maculatus is een straalvinnige vissensoort uit de familie van wrymouten (Cryptacanthodidae). De wetenschappelijke naam van de soort is voor het eerst geldig gepubliceerd in 1839 door Storer.